# Union sportive laonnoise
L'Union sportive laonnoise ou US Laon ou USL est un club de football français situé à Laon.
Pour la saison 2019-2020 le club évolue en championnat de Régional 1 de la Ligue de Picardie de football.

## Historique
Lors de la saison 2006-07, le club atteint les seizièmes de finale de la Coupe de France, en étant éliminé par l'Olympique lyonnais (3-1) après avoir mené 1 à 0 grâce à un but de Vincent Koffman,.
À l'été 2007, le club et son stade manquent de peu d'accueillir un match amical du Paris Saint-Germain contre Anderlecht, les conditions de sécurité n'étant pas suffisantes.
Lors de la saison 2013-14, le club lutte une grosse partie de la saison pour la montée en CFA2, mais après une fin de saison cauchemardesque, le club est relégué en Promotion d'Honneur.
Lors de la saison 2014-2015, le club atteint le 8e tour de la Coupe de France et ils affrontent les professionnels de l'US Orléans. Ce match se solde par une défaite 0-7 devant plus de 2000 spectateurs. Au lendemain de cette défaite, le président du club Rémi Gosteau démissionne et Bruno Amici lui succède.
L'US Laon conclut sa saison en étant invaincu en championnat (15 victoires et 7 nuls en 22 journées de championnat) et en obtenant la montée en Division d'Honneur.

## Palmarès
- Champion de DH Picardie : 1986, 1997, 2006
- Champion Coupe de Picardie : 2004
- Éliminé en 1/16e de finale de la Coupe de France par l'Olympique lyonnais en 2007.
- Éliminé au 8e tour de la Coupe de France par l'US Orléans en 2014.

## Entraîneurs
- Tony Giannetta : Entraîneur du club (1996-2000)

## Anciens joueurs
- Johan Radet : joueur en équipe de jeune (1986-1992)